# Omar Rodríguez-López
Omar Alfredo Rodríguez-López (Bayamón, 1º settembre 1975) è un chitarrista, produttore discografico e regista portoricano.

## Biografia
Vive la propria infanzia e adolescenza fra El Paso in Texas e il Sud Carolina. Inizia la sua carriera musicale all'età di 15 anni, e nel 1990 incontra il cantante Cedric Bixler Zavala, che lo porta ad unirsi agli At the Drive-In.
Nel 2003 abbandona il gruppo per fondare, assieme allo stesso Zavala, il loro principale progetto progressive rock: The Mars Volta.
Importante anche la sua attività solista con ben diciannove album registrati tra il 2004 e il 2010 e il side project De Facto del 2001, oltre a infinite collaborazioni con Damo Suzuki, Lydia Lunch, John Frusciante e i Red Hot Chili Peppers.
Tra luglio e dicembre 2016 decide di rilasciare 12 album (uno ogni due settimane) sotto l'etichetta Ipecac Recordings, contenenti materiale registrato tra il 2008 e il 2013

### Stile
Pur provenendo da una famiglia di musicisti, e pur essendo polistrumentista, conosce poco o nulla la teoria musicale; il suo stile grandemente sperimentale è fatto di improvvisazioni, sonorità atonali e inusuali associazioni di accordi. 

### Film e colonne sonore
Nel 2007 esordisce come regista col film The Sentimental Engine Slayer, di cui è anche sceneggiatore e compositore della colonna sonora.
Ha composto anche altre colonne sonore, tra cui quella di Il bufalo della notte di Jorge Hernandez Aldana (2007), e quella, insieme a Hans Zimmer, del film The Burning Plain (2008), di Guillermo Arriaga.

## Discografia

### Solista
Album in studio
- 2004 - A Manual Dexterity: Soundtrack Volume 1
- 2005 - Omar Rodriguez (col nome: Omar Rodríguez-López Quintet)
- 2007 - Se Dice Bisonte, No Búfalo
- 2007 - The Apocalypse Inside of an Orange (col nome: Omar Rodríguez-López Quintet)
- 2007 - Calibration (Is Pushing Luck and Key Too Far)
- 2008 - Absence Makes the Heart Grow Fungus
- 2008 - Minor Cuts and Scrapes in the Bushes Ahead
- 2008 - Old Money
- 2009 - Despair
- 2009 - Megaritual
- 2009 - Cryptomnesia (col nome: El Grupo Nuevo de Omar Rodríguez-López)
- 2009 - Xenophanes
- 2009 - Solar Gambling
- 2010 - Ciencia de los Inútiles (col nome: El Trio de Omar Rodríguez-López)
- 2010 - Sepulcros de Miel (col nome: Omar Rodríguez-López Quartet)
- 2010 - Tychozorente
- 2010 - Cizaña de los Amores
- 2010 - Mantra Hiroshima
- 2010 - Un Escorpion Perfumado
- 2012 - Un Corazón de Nadie
- 2012 - Saber, Querer, Osar y Callar
- 2012 - Octopus Kool Aid
- 2013 - Woman Gives Birth To Tomato! (come Omar Rodriguez Lopez Group)
- 2013 - Equinox
- 2013 - Unicorn Skeleton Mask
- 2013 - ¿Sólo Extraño?
- 2016 - Sworn Virgins
- 2016 - Corazones
- 2016 - Blind Sworm, Pious Swine
- 2016 - Arañas en La Sombra
- 2016 - Umbrella Mistress
- 2016 - El Bien y mal Nos Une
- 2016 - Cell Phone Bikini
- 2016 - Infinity Drips
- 2016 - Weekly Mansions
- 2016 - Zapopan
- 2016 - Nom de Guerre Cabal
- 2016 - Some Need It Lonely

Album live
- 2009 - Los Sueṅos de un Higado (col nome: Omar Rodríguez-López Group)
- 2010 - Dōitashimashite (col nome: Omar Rodríguez-López Group)

### Con The Mars Volta
Album in studio
- 2003 - De-loused in the Comatorium
- 2005 - Frances the Mute
- 2005 - Scabdates
- 2006 - Amputechture
- 2008 - The Bedlam in Goliath
- 2009 - Octahedron
- 2012 - Noctourniquet
- 2022 - The Mars Volta

EP
- 2002 - Tremulant
- 2003 - Live

### Con gli At the Drive-In
Album in studio
- 1996 - Acrobatic Tenement
- 1998 - In/Casino/Out
- 2000 - Relationship of Command

EP
- 1997 - El Gran Orgo
- 1999 - Vaya

Raccolte
- 2005 - This Station Is Non-Operational

### Con i De Facto
Album in studio
- 2001 - How Do You Dub? You Fight For Dub. You Plug Dub In.

EP
- 2001 - Megaton Shotblast
- 2001 - Légende du Scorpion à Quatre Queues

### Collaborazioni
- 2004 - Shadows Collide with People - John Frusciante
- 2004 - Inside of Emptiness - John Frusciante
- 2004 - White People - Handsome Boy Modeling School
- 2005 - Curtains - John Frusciante
- 2006 - Stadium Arcadium - Red Hot Chili Peppers
- 2006 - Please Heat This Eventually (EP) - con Damo Suzuki
- 2008 - Omar Rodriguez Lopez & Jeremy Michael Ward - Jeremy Michael Ward
- 2010 - Omar Rodriguez Lopez & John Frusciante - John Frusciante

## Filmografia

### Come regista
- The Sentimental Engine Slayer (2007)

### Come compositore
- Il bufalo della notte (2007)
- The Sentimental Engine Slayer (2007)
- The Burning Plain (2008), di Guillermo Arriaga